# 艾夏·凱特·狄倫
艾夏·凱特·狄倫（英語：Asia Kate Dillon，1984年11月15日—），美國演員；自認為非二元性別，使用單數他們當代詞。最著名的作品如電視劇《勁爆女子監獄》（2016年至2019年）、《億萬風雲》（2017年至今），以及電影《捍衛任務3：全面開戰》（2019年）；其中在《億萬風雲》中的角色是北美電視上的首位非二元主要角色，並為自己提名了評論家選擇電視獎最佳男配角。

## 個人生活
狄倫在出生時被指定為女性，但自認為非二元性別。狄倫解釋說，大約在2015年，將自傳中的性別代詞刪除，改以單數他們當代詞。狄倫是泛性戀者，聲稱被多種性別所吸引。2021年9月，狄倫告訴《好萊塢報導》，在他們的「好萊塢混音」（Hollywood Remixed）播客中，他們使用「非二元」一詞是因為自己的「性別認同超出了男人或女人的界限」。他們表示，性別算是光譜，沒有「由殖民者創造並強加給土著人民」的二元論，且「性也不是二元論」。

## 外部連結
- 艾夏·凱特·狄倫在互联网电影资料库（IMDb）上的資料（英文）
- MIRROR/FIRE Productions （页面存档备份，存于）